# Кумпилов, Кадырбеч Хизирович
Кадырбеч Хизирович Кумпилов (Уляп, Краснодарский край — 1990) — советский адыгский поэт и переводчик.

## Биография
Родился 24 августа 1934 года в ауле Уляп Красногвардейского района. Его отец погиб на фронте, мать осталась с тремя детьми. Окончил школу, затем педучилище.
С 1954 по 1957 год служил в рядах Советской Армии.
С 1957 по 1959 год был рабочим Майкопского производственного мебельно-деревообрабатывающего объединения «Дружба».
С 1960 года и до конца своей жизни Кадырбеч Кумпилов работал в управлении по охране государственных тайн и печати по Адыгейской автономной области, вначале рядовым сотрудником, затем начальником отдела.
В 1959 году поступил и в 1965 году закончил Литературный институт имени М.Горького в Москве. С 1975 года он являлся членом союза писателей.
Умер в 1990 году.

## Творчество
Впервые его стихи напечатали в 1957 году в газетах «Социалистическая Адыгея», «Адыгейская правда», затем последовали публикации и в различных журналах.
Первая книга «Родник» («Псынэк1эчъ») издана в 1964 году. Затем вышло в свет более десяти поэтических сборников, таких как «Грядущий день», «Мера жизни», «Всадник рассвета» и другие. В 2009 году в свет вышел двухтомник его стихов.
Поэтом были переведены на адыгейский язык отдельные стихи Мусы Джалиля и Бараташвили.
К сожалению, у К.Кумпилова нет ни одной поэтической книги, отдельно изданной на русском языке. Но его стихи в переводах А.Ливанова, В.Жака, Ю.Крючкова и других печатались в разных изданиях — в коллективных сборниках «Чувство семьи единой» (Москва, 1964), «Салам» (Ростов-на-Дону, 1965), «Березовая криница» (Киев, 1972), в журнале «Кубань», в газетах «Адыгейская правда», «Советская Адыгея» и других.
В 2013 году вышел сборник стихов национальных поэтов «Эхо» в переводе К.А.Обойщикова, в котором в т.ч. есть стихи Кумпилова.

## Память
Именем Кадырбеча Кумпилова названа улица в его родном ауле Уляп, в местной школе открыт литературный музей, проводятся Кумпиловские районные чтения с участием школьников.
В 2016 году в г. Майкопе, на доме по ул. Пролетарской 302, где жил поэт, установлена мемориальная доска.